# Грохольський Роман Андрійович
Роман Грохольський, (30 січня 1960) — радянський та російський актор.

## Біографія
Роман Андрійович Грохольський народився 30 січня 1960 року. Закінчив режисерський факультет Російського інституту театрального мистецтва. Працює актором у музично-драматичному театрі «Ромен».

## Телебачення
- Талісман кохання (2005)
- Звіробій-2 (2010)